# Margareta Capsia

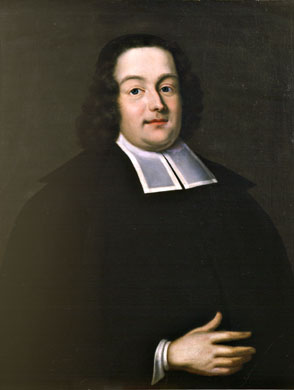
Portrait de Johan Browallius par Margareta Capsia, musée de l'université d'Helsinki, 1750.

Margareta Capsia, est une artiste peintre professionnelle finnoise, née en 1682 à Stockholm et morte le 20 juin 1759. Elle peint principalement des retables, mais est également active en tant que portraitiste.

## Biographie
Margareta Capsia naît en 1682 à Stockholm. Elle est la fille de Gottfried Capsia et d'Anna Schultz. Après la Grande Guerre du Nord en 1721, ils déménagent à Vasa (Fi. Vaasa), où Margareta se fait connaître comme peintre de retables à Österbotten.
En 1730, elle s'installe avec Jacob à Åbo (Fi. Turku), où elle devient une artiste célèbre dans toute la Finlande, première femme finlandaise et portraitiste principale du pays,. Elle peint les retables d'une longue lignée d'églises, comme dans les églises de Paltamo en 1727 et de Säkylä en 1739. Ses œuvres sont peu connues, car beaucoup d'entre elles ne sont pas signées.
Elle meurt le 20 juin 1759 à Turku.

## Vie privée
Elle épouse le prêtre Jacob Gavelin à Stockholm en 1719,.